# 假羊茅
假羊茅（学名：Festuca pseudovina）为禾本科羊茅属下的一个种。

## 扩展阅读
- 維基物種上的相關：假羊茅